# 论文级别计量
论文级别计量（英語：Article-Level Metrics，缩写為ALM）是衡量单篇学术论文使用情况和影响力的引用指标，是用来评估已发表研究影响力和反馈的方法。最常见的论文级引用指标是引用次数。
传统上，期刊的平均被引数量（如影响因子）是衡量研究影响的重要依据；若一篇论文发表在高影响因子的期刊上，通常被视为具有较高的学术影响力。而在电子传播逐渐超越纸质出版的背景下，个人论文的影响力可以被更加细致地分解和衡量:5。论文级别计量整合了多种数据来源，既包括传统引用指标，也包括新的衡量方式（有时被称为“替代計量學”），以更全面地描绘论文的学术和社会影响力:5。

## 特点
在电子传播快速发展的环境下，论文级别计量能够捕捉论文的即时性（immediacy）和社会化（socialization）等传统方法无法反映的关键因素:6。它整合了短期数据（如新闻聚合、博客、社交媒体互动）和长期数据（如下载量、引用次数等），以展示论文在整个生命周期中的学术和社会影响力:6。
传统上，文献计量学用于评估研究的使用情况和影响力，但通常侧重于期刊级指标，例如影响因子或研究人员级指标，如h指数。论文级别计量专注于测量单篇论文的影响力，通过整合传统与新型数据来源呈现论文在学术与社会中的传播与使用情况:6-7。这与Altmetrics相关，但又有区别。Altmetrics更关注多种数据来源，衡量不同层次的影响力（如论文、期刊或研究者）:6-7。
论文级别计量的数据来源可分为五大类:11-12：
- 使用（Usage）：论文在出版商网站、数据库的浏览次数、全文下载量等。
- 记录（Captures）：在参考文献管理工具和推荐系统中的标记和分享次数。
- 提及（Mentions）：博客、新闻文章和在线评论中的提及次数，以及在维基百科上的出现情况等。
- 社交媒体（Social Media）：在社交网络平台上的分享与互动。
- 引用（Citations）：传统学术引用记录，衡量论文在科学文献中的长期影响。

这些数据来源结合学术可见性（scholarly visibility）与社会可见性（social visibility），提供了论文在不同受众群体中的传播与接受情况:12。

## 应用及影響
论文级别计量已被多家学术机构和出版商采用:13-18：
- 科学公共图书馆（PLOS）：整合了论文的浏览量、下载量、引用次数及社交网络讨论数据，并提供开放的应用程序接口（API）供第三方开发使用。
- Scopus：Scopus将Altmetrics的服务融入其搜索结果，结合社交网络、博客、新闻等多种来源数据，提供学术和社会化指标分析。
- 自然出版集团（NPG）：旗下期刊《自然-通讯》和《科學報告》优化了Altmetrics工具，用于量化论文的社会和学术反馈。
- HighWire：与非营利组织ImpactStory合作，为学术团体和大学出版社提供论文级别计量功能，推动论文影响力的透明化。

随着学术评价方式的日益复杂化，论文级别计量逐渐成为评估学者研究产出的工具。它补充了传统的影响因子和引用计量，尤其在终身教职遴选和学术晋升中，能够提供多维度的评估依据，从而更全面地反映学者的研究影响力。:19-21
與此同時，论文级别计量并非开放获取运动的固有组成部分，但二者之间有着密切关联。论文级别计量工具的开发和应用推动了开放获取、开放科学、开放数据等开放运动的进步。这些工具通过公开透明的方法论和技术实现，促进了全球学术信息的共享与传播:8-9。